# Cefn Druids AFC
Cefn Druids AFC (wal.: Clwb Pêl-droed Derwyddon Cefn) ist ein walisischer Fußballverein aus Cefn Mawr im Wrexham County Borough. In der Saison 2024/25 spielen sie in der fünfthöchsten walisischen Liga.

## Geschichte
Die Ursprünge des Fußballs in der Region reichen zurück bis ins Jahr 1869, als Plasmadoc FC von den Thomson-Brüdern gegründet wurde. Drei Jahre später schlossen sich Ruabon Rovers FC und Ruabon Volunteers FC dem Klub an, der sich dann Ruabon Druids FC nannte.
Gleich sechs Spieler von Druids waren beim ersten Länderspiel von Wales am 25. März 1876 dabei: David Thomson, Llewelyn Kenrick, William Williams, Daniel Grey, George Thomson und John Jones. Die meisten, die jemals von einem einzigen Verein zusammen für Wales aufliefen.
Samuel Llewelyn gilt als Vater des walisischen Fußballs. Erst als Spieler, dann Anwalt und Gründer der Football Association of Wales organisierte er das erste Länderspiel gegen Schottland.
In der nächsten Spielzeit stand der Verein im ersten von insgesamt 14 Endspielen im Pokal, davon zwischen 1879/80 und 1884/85 gleich sechsmal in Folge. Auch international waren zwischen 1880 und 1894 dreißig Spieler von Druids in 44 Länderspielen vertreten.
Bedingt durch den Ersten Weltkrieg, der Verein hatte einige Spieler verloren, begann der Verein in der North Wales Alliance Liga. 1920 verließ man die Heimstätte, den Wynnstay Park, und fusionierte mit Rhosymedre FC. Drei Jahre später schloss sich Acrefair United an, und der Verein nannte sich fortan Druids United FC.
In der 1992 gegründeten League of Wales war der Verein Gründungsmitglied und spielte dort elf Jahre bis zum Abstieg 2010. Seit 2014/15 war er wieder in der ersten Liga vertreten, stieg jedoch direkt wieder ab.

## Namensänderungen
- 1872: Ruabon Druids FC
- 1920: Rhosymedre Druids FC
- 1923: Druids United FC
- 1992: Cefn Druids AFC
- 1998: Flexys Cefn Druids AFC
- 2003: NEWI Cefn Druids AFC
- 2009: Elements Cefn Druids AFC
- 2010: Cefn Druids AFC

## Platzierungen
| Saison  | Liga    | Tore  | Pkt. | Platz |
| ------- | ------- | ----- | ---- | ----- |
| 1999/00 | 1. Liga | 44:63 | 41   | 13    |
| 2000/01 | 1. Liga | 60:70 | 38   | 13    |
| 2001/02 | 1. Liga | 49:79 | 32   | 14    |
| 2002/03 | 1. Liga | 37:51 | 38   | 12    |
| 2003/04 | 1. Liga | 44:59 | 35   | 13    |
| 2004/05 | 1. Liga | 30:72 | 22   | 17    |
| 2005/06 | 1. Liga | 42:58 | 32   | 15    |
| 2006/07 | 1. Liga | 41:66 | 28   | 13    |
| 2007/08 | 1. Liga | 45:66 | 38   | 12    |

| Saison  | Liga    | Tore  | Pkt. | Platz |
| ------- | ------- | ----- | ---- | ----- |
| 2008/09 | 1. Liga | 57:74 | 34   | 13    |
| 2009/10 | 1. Liga | 16:77 | 09   | 10    |
| 2010/11 | 2. Liga | 60:29 | 60   | 03    |
| 2011/12 | 2. Liga | 58:42 | 54   | 06    |
| 2012/13 | 2. Liga | 79:32 | 69   | 02    |
| 2013/14 | 2. Liga | 90:20 | 73   | 01    |
| 2014/15 | 1. Liga | 38:64 | 27   | 11    |
| 2015/16 | 2. Liga | 62:33 | 66   | 02    |
| 2016/17 | 1. Liga | 40:48 | 39   | 08    |

| Saison  | Liga    | Tore  | Pkt. | Platz |
| ------- | ------- | ----- | ---- | ----- |
| 2017/18 | 1. Liga | 38:41 | 44   | 05    |
| 2018/19 | 1. Liga | 26:40 | 21   | 10    |
| 2019/20 | 1. Liga | 32:34 | 31   | 8     |
| 2020/21 | 1. Liga | 21:53 | 13   | 12    |
| 2021/22 | 1. Liga | 14:74 | 2    | 12    |
| 2022/23 | 2. Liga | 48:64 | 43   | 7     |

## Erfolge im Pokal
| Saison  | Sieger               | Gegner                 |  | Saison  | Finalist | Gegner                     |
| ------- | -------------------- | ---------------------- |  | ------- | -------- | -------------------------- |
| 1879/80 | 2:1                  | FC Ruthin Town         |  | 1877/78 | 0:1      | Wrexham Town FC            |
| 1880/81 | 2:0                  | Newtown White Stars FC |  | 1882/83 | 0:1      | FC Wrexham                 |
| 1881/82 | 5:0                  | Northwich Victoria     |  | 1883/84 | 0:0; 0:1 | Oswestry White Stars       |
| 1884/85 | 1:1; 3:1 n. V.       | Oswestry White Stars   |  | 1899/00 | 0:3      | Aberystwyth Town FC        |
| 1885/86 | 4:0                  | Newtown Red Stars FC   |  | 1900/01 | 0:1      | Oswestry United FC         |
| 1897/98 | 1:1 n. V.; 2:1 n. V. | FC Wrexham             |  | 2011/12 | 0:2      | Total Network Solutions FC |
| 1898/99 | 2:2 n. V.; 1:0       | FC Wrexham             |  |         |          |                            |
| 1903/04 | 3:2                  | Aberdare Athletic      |  |         |          |                            |

## Europapokalbilanz
| Saison  | Wettbewerb         | Runde                  | Gegner                | Gesamt | Hin     | Rück    |
| ------- | ------------------ | ---------------------- | --------------------- | ------ | ------- | ------- |
| 2012/13 | UEFA Europa League | 1. Qualifikationsrunde | Myllykosken Pallo -47 | 0:5    | 0:0 (H) | 0:5 (A) |
| 2018/19 | UEFA Europa League | Vorqualifikation       | FK Trakai             | 1:2    | 1:1 (H) | 0:1 (A) |

Gesamtbilanz: 4 Spiele, 2 Unentschieden, 2 Niederlagen, 1:7 Tore (Tordifferenz −6)